# Virgilia divaricata
Virgilia divaricata là một loài thực vật có hoa trong họ Đậu. Loài này được Adamson miêu tả khoa học đầu tiên.